# 瀬戸市立本山中学校
瀬戸市立本山中学校（せとしりつ もとやまちゅうがっこう）は、かつて愛知県瀬戸市道泉町にあった公立中学校。

## 概要
瀬戸市の中心部にあり、地場産業である陶磁器の製造・販売に従事している保護者が多い。近年、中心街の人口の減少と少子高齢化のため、生徒数が減少し、2017年度（平成29年度）の学級数は、1年生と3年生が1学級、2年生が2学級、特別支援学級が1学級の計5学級となり、市内でもっとも小規模の中学校であった。毎年4月に世代を超えた同窓会対抗ソフトボール大会が開催されていた。

### 生徒数
2019年（令和元年）5月1日現在の生徒数は、以下の通りであった。
| 学年 | 1年 | 2年 | 3年 | 男 | 女 | 合計 | クラス数 |
| ---- | --- | --- | --- | -- | -- | ---- | -------- |
| 人数 | 3   | 0   | 15  | 10 | 8  | 18   | 2        |

### 教職員数
2019年（令和元年）5月1日現在の教職員数は、以下の通りであった。
|      | 教 員 | 教 員 | 教 員 | 事 務 | 用務員 |
| 男   | 女    | 合計  |       | 事 務 | 用務員 |
| ---- | ----- | ----- | ----- | ----- | ------ |
| 人数 | 7     | 6     | 13    | 1     | 1      |

## 歴史

### 年表
- 1951年（昭和26年）4月1日 - 瀬戸市立第四中学校として開校[2]。深川・陶原両小学校を借用して分散授業を行う[5]
- 1951年（昭和26年）6月 - 瀬戸市立本山中学校に改称[5]。当時の住所は瀬戸市西印所町57[6]。
- 1958年（昭和33年）12月 - 県指定の数学教育研究発表会を行う[6]。
- 1964・65年（昭和39・40年） - 県指定の生徒指導研究発表会を行う[6]。
- 1965年（昭和40年）7月 - 校内の窯場を鉄骨に改築[6]。
- 1966年（昭和41年）11月 - 運動部室を建てる[6]。
- 1976年（昭和51年） - 窯場にガス窯を導入[7]。
- 1978年（昭和53年）5月 - 現在地に移転・改築[1]。鉄筋コンクリート4階建てと平屋建て校舎、2階建て管理棟と窯業室、金工室等の付属施設を要する[7]。
- 1979年（昭和54年）11月 - 体育館完成[1]。
- 1979〜82年（昭和54年〜57年） - 県・市の社会福祉協議会より福祉教育推進の指定を受ける[1]。
- 1983・84年（昭和58・59年） - 生徒指導推進事業の指定を受ける[1]。
- 1986年（昭和61年） - 青少年赤十字に加盟する[1]。
- 1987年（昭和62年）3月 - 柔剣道場完成[1]。
- 1987・88年（昭和62・63年） - 生徒指導推進事業の指定を受ける[8]。
- 1991・92年（平成3・4年） - 生徒指導推進事業の指定を受ける[8]。
- 1995・96年（平成7・8年） - 豊かな心を育てる活動推進の指定を受ける[8]。
- 2003年（平成15年） - オーストラリア・メルボルン郊外のロウビル・セカンダリ・カレッジと姉妹校となり、隔年で生徒・職員の代表が訪問し合うなど、交流活動をすすめる[9]。
- 2004・05年（平成16・17年） - 県・市教委より小中連携教育の指定を受ける[9]。
- 2014年（平成26年） - 本山中PTAが日本PTA全国協議会から表彰を受ける[2]。
- 2018年（平成30年） - 窯業クラブが瀬戸市教育委員会より教育感謝状を受ける[10]
- 2020年（令和2年）3月31日 - 瀬戸市の中心市街地の5校（瀬戸市立道泉小学校、瀬戸市立深川小学校、瀬戸市立古瀬戸小学校、瀬戸市立東明小学校、瀬戸市立祖母懐小学校）と2中学校（瀬戸市立本山中学校、瀬戸市立祖東中学校）を統合、義務教育学校の瀬戸市立にじの丘学園の開校により閉校。

### 生徒数の変遷
『愛知県小中学校誌』（2018年）によると、生徒数の変遷は以下の通りである。
| 1951年（昭和26年） | 728人 |  |
| 1957年（昭和32年） | 803人 |  |
| 1967年（昭和42年） | 630人 |  |
| 1977年（昭和52年） | 541人 |  |
| 1987年（昭和62年） | 411人 |  |
| 1997年（平成9年）  | 249人 |  |
| 2007年（平成19年） | 162人 |  |
| 2017年（平成29年） | 92人  |  |

## 学校行事
2019年度の学校行事（予定）は以下の通りであった
| - 4月 入学式・始業式、離任式、新入生を迎える会、家庭訪問 - 5月 修学旅行、中間テスト - 6月 期末テスト | - 7月 個人懇談、終業式 - 8月 始業式 - 9月 進路説明会、せともの祭り・もとやま工房、中間テスト | - 10月 ロウビル来校、スポーツフェスティバル、 - 11月 文化祭・感謝祭、期末テスト - 12月 個人懇談、終業式 | - 1月 始業式、3年学年末テスト - 2月 1年学年末テスト、卒業生を送る会 - 3月 卒業式・閉校式、修了式 |

## 通学区域
この項の参考資料
- 深川小学校区[注釈 1]

深川町、宮里町、湯之根町、西印所町、東印所町、泉町、宮脇町、新道町、刎田町、須原町、藤四郎町、前田町、杉塚町、薬師町、末広町1〜3丁目
- 道泉小学校区

西十三塚町、東十三塚町、下陣屋町、上陣屋町、東安戸町、安戸町、道泉町、西谷町、窯神町、背戸側町、仲切町、朝日町、栄町、陶本町1〜6丁目、山脇町、元町1〜3丁目、滝之湯町、京町1〜2丁目

## 学区内の主な施設
- 瀬戸市立道泉小学校
- 瀬戸市立深川小学校
- 瀬戸北保育園
- ひかり保育園
- 瀬戸市道泉地域交流センター
- 瀬戸市 深川公民館
- 招き猫ミュージアム
- せとっ子ファミリー交流館
- ノベルティ・こども創造館
- 深川神社
- 陶彦神社
- 窯神神社
- 窯神グラウンド
- 陶祖公園
- 名鉄瀬戸線 尾張瀬戸駅
- 銀座通り商店街
- 末広町商店街

## 交通
- 名鉄瀬戸線 尾張瀬戸駅より徒歩13分（950m）[注釈 2]

## 著名な卒業生
- 加藤主税 - 言語学者
- Asumi[13] - シンガーソングライター。2008年 名古屋ZIP－FM にて初めて作詞・作曲した「手紙」がグランプリを受賞[14]。
- 井澤愛巴[15] - 山形テレビアナウンサーで、現在はCCJ（キャスタークリエイトジャパン）所属のフリーアナウンサー[16]。